# Edward George Boulenger
Edward George Boulenger (né le 8 mai 1888 et mort le 30 avril 1946) est un  herpétologiste et zoologiste britannique. Il est à l'origine de la construction des aquariums du zoo de Londres en tant que directeur de leur conception.

## Biographie
Edward George Boulenger est le fils de l'herpétologiste et ichthyologiste George Albert Boulenger. Après avoir poursuivi ses études à la St. Paul’s School, Boulenger est nommé en 1911 conservateur de la division des reptiles du zoo de Londres. Pendant la Première Guerre mondiale, il sert comme observateur au département des dirigeables du Royal Flying Corps. En 1924, il devient directeur des aquariums d'eau douce et d'eau de mer de la Zoological Society of London, dont il est à l'origine en grande partie de la conception et de la construction dès 1921. En 1923, l'herpétologiste Joan Beauchamp Procter lui succède à la division des reptiles en tant que conservatrice. Après sa mort en 1931, Burgess Barnett (1888-1944) prend sa suite, jusqu'à ce qu'en 1938 Boulenger reprenne la direction de la division des reptiles. Lorsque la Seconde Guerre mondiale éclate, Boulenger est Major à l'état-major général du War Office. Il démissionne en 1943 de son poste de directeur.
Comme d'autres bâtiments du zoo de Londres, les aquariums du zoo de Londres sont endommagés par les bombes. Ceux d'eau douce sont restaurés du vivant de Boulenger, mais ceux d'eau de mer et le département tropical ne sont reconstruits qu'après sa mort.
Comme son père, Boulenger parlait aussi bien le français que l'allemand. Cela lui était particulièrement utile lorsqu'il allait effectuer de nouvelles acquisitions pour la division des reptiles et des aquariums à travers toute l'Europe. Boulenger écrivit de nombreuses publications. Parmi ses travaux les plus connus, l'on distingue A Naturalist at the Dinner Table (1927), A Naturalist at the Zoo (1927), Animal Mysteries (1927), Fishes (1931), The Aquarium (1933), Searchlight on Animals (1936) et Apes and Monkeys (1936).

## Quelques publications
- Reptiles and Batrachians (1914)
- A Naturalist at the Dinner Table (1927)
- A Naturalist at the Zoo (1927)
- Animal Mysteries (1927)
- The Under-Water World (1928)
- Fishes (1931)
- The Aquarium (1933)
- Apes and Monkeys (1936)
- A Natural History of the Seas (1936)
- Searchlight on Animals (1936)

## Source de la traduction
- (de) Cet article est partiellement ou en totalité issu de l’article de Wikipédia en allemand intitulé « Edward George Boulenger » (voir la liste des auteurs).